# Manfred Kohrt
Manfred Kohrt (* 12. April 1947 in Segeste) ist ein deutscher Germanist, Linguist und Hochschullehrer.

## Leben und Wirken
Nach seiner Abiturprüfung an der Tellkampfschule in Hannover 1966 studierte Manfred Kohrt Germanistik und Geschichte, von 1966 bis 1969 an der Universität Göttingen und von 1969 bis 1974 an der Universität Marburg/L. Im Jahre 1974 promovierte er dort bei Gisbert Keseling. Von 1974 bis 1975 war er Lehrbeauftragter an der Universität Gießen. Von 1975 bis 1985 arbeitete er als wissenschaftlicher Assistent an der Universität Münster, dort erfolgte 1983 seine Habilitation. Von 1985 bis 1988 hatte er eine außerplanmäßige Professor an der Universität Münster inne und von 1988 bis 1993 eine außerordentliche Professor für Germanistische Linguistik an der Technischen Universität Berlin. Seit 1993 lehrte er als Ordinarius für Deutsche Sprache an der Universität Bonn, 2012 wurde er pensioniert.

## Veröffentlichungen (Auswahl)
- Koordinationsreduktion und Verbstellung in einer generativen Grammatik des Deutschen (= Linguistische Arbeiten, Bd. 41). Niemeyer, Tübingen 1976, ISBN 3-484-10261-6 (= Dissertation Universität Marburg/L.).
- (Mitautor): Manfred Geier u. a.: Sprache als Struktur. Eine kritische Einführung in Aspekte und Probleme der generativen Transformationsgrammatik (= Reihe Germanistische Linguistik / Kollegbuch, Bd. 4). Niemeyer, Tübingen 1976, ISBN 3-484-10242-X.
- Der Unfug in "Fug und Unfug der Tiefenstruktur". Über ein Kapitel aus der neueren Sprachwissenschaft. In: Münstersches Logbuch zur Linguistik, H. 1 (1978), S. 34–48.
- Schreiben, Diktatschreiben und Diktate-Schreiben. In: Linguistik und Didaktik, Bd. 10 (1979), S. 299–320.
- (Hrsg.): Sprache. Akten des 15. Linguistischen Kolloquiums, Münster 1980. Zwei Bände (= Linguistische Arbeiten, Bd. 98 u. 99). Niemeyer, Tübingen 1981, ISBN 3-484-30098-1 u. ISBN 3-484-30099-X.
- Phonetik, Phonologie und die "Relativität der Verhältnisse". Zur Stellung Jost Wintelers in der Geschichte der Wissenschaft (= Zeitschrift für Dialektologie und Linguistik, Beihefte, Bd. 47). Steiner, Stuttgart 1984, ISBN 3-515-04287-3.
- Problemgeschichte des Graphembegriffs und des frühen Phonembegriffs (= Reihe Germanistische Linguistik, Bd. 61). Niemeyer, Tübingen 1985, ISBN 3-484-31061-8 (= Habilitationsschrift Universität Münster).
- Theoretische Begriffe der deutschen Orthographie (= Reihe Germanistische Linguistik, Bd. 70). Niemeyer, Tübingen 1987, ISBN 3-484-31070-7 (= Habilitationsschrift Universität Münster).
- Eigentlich, das Eigentliche und das Uneigentliche. In: Deutsche Sprache, Bd. 16 (1988), S. 103–150.
- (Hrsg., mit Klaus Robering): Varia linguistica (= Arbeitspapiere zur Linguistik, Bd. 24). TU, Univ.-Bibliothek, Abt. Publ., Berlin 1989, ISBN 3-7983-1329-6.
- (Hrsg., mit Klaus Robering): Arbeiten zur deskriptiven und theoretischen Linguistik (= Arbeitspapiere zur Linguistik, Bd. 25). TU, Univ.-Bibliothek, Abt. Publ., Berlin 1990, ISBN 3-7983-1381-4.
- (Hrsg., mit Christoph Küper): Probleme der Übersetzungswissenschaft (= Arbeitspapiere zur Linguistik, Bd. 26). TU, Univ.-Bibliothek, Abt. Publ., Berlin 1991, ISBN 3-7983-1468-3.
- (Hrsg.): Vom Buchstaben zum Text (= Arbeitspapiere zur Linguistik, Bd. 27). TU, Univ.-Bibliothek, Abt. Publ., Berlin 1992, ISBN 3-7983-1487-X.
- "Trenne nie st, denn es tut ihm weh!" In: Manfred Kohrt/Arne Wrobel (Hrsg.): Schreibprozesse – Schreibprodukte. Festschrift für Gisbert Keseling. Olms, Hildesheim 1992, S. 201–224, ISBN 3-487-09670-6.
- (mit Kerstin Kucharczik): "Sprache" – unter besonderer Berücksichtigung von "Jugend" und "Alter". In: Reinhard Fiehler; Caja Thimm (Hrsg.): Sprache und Kommunikation im Alter. Westdeutscher Verlag, Opladen 1998, S. 17–37, ISBN 3-531-13036-6.
- Paul Scheerbart und die Geschichte des "Lautgedichts". Textlinguistisches zu vermeintlichen Frühformen einer Gattung. In: Claudia Mauelshagen/Jan Seifert (Hrsg.): Sprache und Text in Theorie und Empirie. Beiträge zur germanistischen Sprachwissenschaft. Festschrift für Wolfgang Brandt (= Zeitschrift für Dialektologie und Linguistik, Beihefte, Bd. 114). Steiner, Wiesbaden 2001, S. 71–83, ISBN 3-515-07877-0.

Außerdem weitere Aufsätze in Fachzeitschriften und Sammelbänden.